# Війра (Ляене-Сааре)
Ві́йра (ест. Viira küla) — село в Естонії, у волості Сааремаа повіту Сааремаа.

## Населення
Чисельність населення на 31 грудня 2011 року становила 61 особу.

## Географія
Війра межує з селом Тамсалу.
Через село прокладена дорога, що з'єднує автошляхи 78 (Курессааре — Кігелконна — Веере) та 101 (Тиллі — Мустьяла — Таґаранна).

## Історія
До 12 грудня 2014 року село входило до складу волості Каарма.
До 21 жовтня 2017 року село входило до складу волості Ляене-Сааре.

## Пам'ятки природи
Пам'яткою села є два вікових дуби Алліку (Alliku tammed). Дуби ростуть у дворі ферми Алліку (58°17′50″ пн. ш. 22°23′51″ сх. д. / 58.29722° пн. ш. 22.39750° сх. д.). Перший дуб має висоту 16 м та 324 см в обхваті, у другого дерева висота — 15 м, обхват — 308 см.